# Adam Rayner
Adam Chance Angus Rayner noto semplicemente come Adam Rayner (Shrewsbury, 28 agosto 1977) è un attore britannico, conosciuto soprattutto per aver interpretato il ruolo di Matthew Collier nella serie tv statunitense del 2019 The Fix.

## Filmografia parziale

### Televisione
- Tyrant – serie TV, 32 episodi (2014-2016)
- Notorious – serie TV, 6 episodi (2016)
- The Saint, regia di Ernie Barbarash – film TV (2017)
- The Fix – serie TV, 10 episodi (2019)
- Superman & Lois – serie TV, 20 episodi (2021-2022)
- Warrior – serie TV, 8 episodi (2023)